# HD 54031
HD 54031，又名CD-30 3907，SAO 197566、HR 2680，是一颗恒星，视星等为6.34，位于銀經242.08，銀緯-10.59，其B1900.0坐标为赤經7h 2m 9.1s，赤緯-30° -10.59′ 8″。